# Joachim Griese
Joachim Griese (Berne, 25 de agosto de 1952 – Hamburgo, 17 de novembro de 2024) foi um velejador alemão, medalhista olímpico. Ele competiu nos Jogos Olímpicos de Verão de 1984 na classe Star e conquistou a medalha de prata ao lado de Michael Marcour. Com isso, seu companheiro de equipe e ele foram premiados com a Folha de Laurel de Prata pelo Presidente Federal.
Griese morreu em Hamburgo no dia 17 de novembro de 2024, aos 72 anos.